# Daniele Portanova
Daniele Portanova (ur. 17 grudnia 1978 w Rzymie) – włoski piłkarz występujący najczęściej na pozycji środkowego obrońcy.

## Kariera klubowa
Daniele Portanova zawodową karierę rozpoczynał w 1996 roku w występującej w Serie C1 Fermanie Calcio. W pierwszym sezonie występów w tej drużynie nie rozegrał ani jednego spotkania, jednak w kolejnych rozgrywkach na boisku pojawił się już 20 razy. Latem 1998 roku Portanova przeniósł się do drugoligowej Genoi. Pełnił w niej rolę rezerwowego i wystąpił tylko w sześciu ligowych meczach. Kolejny sezon Daniele spędził w US Avellino, by w 2002 roku podpisać kontrakt z Messiną. W ekipie „Biancoscudatich” włoski defensor grał przez trzy sezony, w trakcie których rozegrał 95 pojedynków.
W letnim okienku transferowym w 2003 roku Portanova przeniósł się do SSC Napoli. W jego barwach wystąpił w 31 spotkaniach i po zakończeniu rozgrywek trafił do Sieny. W drużynie „Bianconerich” zadebiutował w Serie A i z czasem stał się jej podstawowym zawodnikiem. W sezonie 2007/2008 Daniele stworzył w Sienie duet środkowych obrońców razem z Simone Lorią i łącznie rozegrał 37 meczów w pierwszej lidze. Łącznie dla Sieny zanotował 158 ligowych występów i strzelił 8 goli.
19 sierpnia 2009 roku Portanova przeszedł do Bologny. W odwrotnym kierunku powędrował Claudio Terzi. 23 września strzelił bramkę w wygranym 2:0 spotkaniu przeciwko Livorno.